# Вакарицо Албанезе
Вакарицо Албанезе (итал. Vaccarizzo Albanese) је насеље у Италији у округу Козенца, региону Калабрија.
Према процени из 2011. у насељу је живело 1030 становника. Насеље се налази на надморској висини од 432 м.

## Становништво
| 1931. | 1936. | 1951. | 1961. | 1971. | 1981. | 1991. | 2001. | 2011. |
| ----- | ----- | ----- | ----- | ----- | ----- | ----- | ----- | ----- |
| 1.649 | 1.643 | 2.005 | 1.955 | 1.680 | 1.492 | 1.425 | 1.326 | 1.184 |